# NGC 7159
NGC 7159 é uma galáxia elíptica (E) localizada na direcção da constelação de Pegasus. Possui uma declinação de +13° 33' 47" e uma ascensão recta de 21 horas, 56 minutos e 25,6 segundos.
A galáxia NGC 7159 foi descoberta em 14 de Novembro de 1886 por Lewis A. Swift.